# Хоментувек
Хоментувек (пол. Chomentówek) — село в Польщі, у гміні Хмельник Келецького повіту Свентокшиського воєводства.
Населення — 158 осіб (2011).

## Демографія
Демографічна структура на день 31 березня 2011 року:
|          | Загалом | Допрацездатний вік | Працездатний вік | Постпрацездатний вік |
| -------- | ------- | ------------------ | ---------------- | -------------------- |
| Чоловіки | 79      | 13                 | 50               | 16                   |
| Жінки    | 79      | 9                  | 50               | 20                   |
| Разом    | 158     | 22                 | 100              | 36                   |